# La Rinconada (Spagna)
La Rinconada è un comune spagnolo di 35 928 abitanti situato nella comunità autonoma dell'Andalusia.

## Geografia fisica
Il confine occidentale del comune è segnato dal Guadalquivir.